# Hôtel Wittouck
L'Hôtel Wittouck, situé au n° 20-21 du boulevard de Waterloo à Bruxelles, est un vaste hôtel de maître de style Louis XIV avec des détails déjà rococo qui a été construit en 1875, sur l'emplacement de l'ancien hôtel Coghen, par l'architecte Henri Maquet pour le grand industriel belge Paul Wittouck (1851-1917), époux de Catherine baronne de Medem.
Il présente une imposante masse de pierre blanche ouvragée.
Il est la propriété d'un particulier belge  qui le met en location. Du 8 décembre 2011 au 9 janvier 2021, il est occupé par la marque américaine Abercrombie & Fitch qui y installe son flagship Store Bruxellois.